# 2018年アメリカ合衆国上院議会議員選挙 (ハワイ州)
2018年アメリカ合衆国上院議会議員選挙 （ハワイ州）は、ハワイ州代表のアメリカ合衆国上院議員(senator)を選出する選挙である。本選挙は2018年11月6日に行われ、同日に、アメリカ合衆国上院議会議員選挙 、アメリカ合衆国下院議会議員選挙 、ならびに各地方選挙が行われる。 民主党所属で、現職のメイジー・ヒロノは2期目の当選を目指し、立候補を表明している。
予備選挙は2018年8月11日に行われる予定である。

## 民主党 (予備選挙)

### 候補者

#### 立候補表明者
- メイジー・ヒロノ - 現職
[2]

#### 立候補辞退者・立候補を否定した者
- トゥルシ・ガバード - アメリカ合衆国下院議員[3][4][5]

## 無所属 (予備選挙)
- クリスタル・カーペンター - 実業家[6]

## 本選挙

### 予測
| 調査機関                    | 評価    | 調査日        |
| --------------------------- | ------- | ------------- |
| The Cook Political Report   | Solid D | 2017年9月29日 |
| Rothenberg Political Report | Solid D | 2017年9月29日 |
| Sabato's Crystal Ball       | Safe D  | 2017年9月27日 |